# Estrada Turística do Jaraguá
A Estrada Turística do Jaraguá localiza-se no distrito São Domingos da cidade de São Paulo, Brasil e era conhecida antigamente pelo nome de Estrada do Ribeirão Vermelho.
A denominação da via refere-se ao ponto turístico Pico do Jaraguá, o ponto mais alto da cidade de São Paulo.

## Ligações Externas
- Site Oficial do Bairro Jaraguá